# Тургутоглу Махмут-бей
Тургутоглу Махмут-бей (тур. Turgutoğlu Mahmud Bey; д/н — після 1487) — останній володар бейліку Караманідів в 1483—1487 роках.

## Життєпис
Син Тургутоглу Хасан-бея та доньки Ібрагім-бея II, правителя Караманідів. Народився десь у 1440-х роках. У 1483 році після смерті вуйка Касим-бея перейняв владу над бейліком. Втім під його владою опинилася лише східна частина Караманідського бейліку, в західній (з місто Конья) було утворено османське бейлербейство. Резиденцією стало місто Силіфке.
Ймовірно намагався відновити незалежність від Османської імперії (також владу над містами Конья і Караман), тому уклав таємний союз з мамлюкським султаном Кайтбеєм.
Зрештою 1485 року спровокував османо-мамлюкську війну. Цьому також сприяли намагання самого султана Баязида II зміцнити владу на сході Малої Азії.
Спочатку Тургутоглу Махмут-бей діяв спільно з огузькими племенами тургулду і варсак. Сам Мехмет-бей виступив до Адани, де з'єднався з військами Кайтбея. В битві біля цього міста спільно з мамлюками завдав поразки османській армії. В результаті відвоював місто Караман, але зайняти Конью не зміг. Вже 1487 року османське військо перейшло у наступ, й Тургутоглу Махмут-бей вимушений був тікати до Алеппо. Подальша доля відома, можливо 1490 року разом з мамлюкською армією спробував зайняти Караман, але невдало.